# Rhamphosipyloidea brevipennis
Rhamphosipyloidea brevipennis är en insektsart som först beskrevs av Ludwig Redtenbacher 1908.  Rhamphosipyloidea brevipennis ingår i släktet Rhamphosipyloidea och familjen Diapheromeridae. Inga underarter finns listade i Catalogue of Life.